# Esmee Brugts
Esmee Brugts, née le 28 juillet 2003 à Heinenoord, est une footballeuse internationale néerlandaise évoluant au poste d'attaquante. Elle joue actuellement au FC Barcelone.

## Carrière

### En club
Esmee Brugts commence le football à cinq ans au SV Heinenoord, le club de sa ville natale. Elle joue ensuite au FC Binnenmaas.
Depuis 2020, elle joue au PSV. En 2021, elle remporte la coupe des Pays-Bas.

### En sélection nationale
Elle entre pour la première fois sur le terrain en équipe nationale néerlandaise le 16 février 2022 lors d'un match contre le Brésil pendant le Tournoi de France. Elle dispute ensuite l'Euro 2022 où elle est remplaçante.
Le 6 septembre 2022, elle réalise une passe décisive pour Casparij face à l'Islande en éliminatoires de la coupe du monde, sur le but qui offre la victoire et la qualification aux Leeuwinnen.
Brugts figure parmi les 23 joueuses retenues par Andries Jonker pour la Coupe du monde 2023. Le 1er août 2023, elle marque 2 buts en 40 minutes lors du match de poule face au Viêt Nam.

## Palmarès
PSV Eindhoven
- Coupe des Pays-Bas (1) :
  - Vainqueure en 2021
  - Finaliste en 2022